# Maruan Sakas
Maruan Sakas (* 1985 in Erlangen) ist ein deutscher Musiker (Piano, Komposition, Arrangement), der sowohl in der Klassik als auch im Jazz hervorgetreten ist.

## Leben und Wirken
Sakas erhielt klassischen Klavierunterricht bei Vivienne Keilhack und Florian Henschel in Erlangen. Beim Wettbewerb Jugend musiziert auf Bundesebene gewann er mehrere Preise. An der Hochschule für Musik und Theater München studierte er zunächst Schulmusik bei Franz Massinger. Von 2009 bis 2013 studierte er dort Jazzpiano bei Leonid Chizhik.
Gemeinsam mit dem Saxophonisten Christian Elin bildet Sakas das Duo Elin-Sakas, das bei raccanto  die Alben Some Kind of Blues (2017) und Mittsommernacht (2020) veröffentlichte. In der Klassik trat er als Solist mit dem Erlanger Kammerorchester, dem Leonhardi-Ensemble Siegertsbrunn und dem Straßburger Universitätsorchester auf. Weiterhin spielte er mit dem Trio TWOplusONE, im Duo mit dem Cellisten Hendrik Blumenroth und mit der Schlagzeugerin Vivi Vassileva. Während der letzten Jahre schrieb er Kompositionen und Arrangements, die er teilweise auch mit dem Münchner Motettenchor aufführte (Album Barock in Blue). Er ist auch auf Alben mit Christos Asonitis (An Ode to the Light), Vivi Vassileva und Stefanie Tornow zu hören.
Seit 2010 unterrichtete Sakas schulpraktisches Klavierspiel, Jazzklavier sowie schulische Ensemblepraxis an der Münchner Musikhochschule, deren Salsaband er auch leitet; er ist dort hauptamtlicher Dozent. Zwischen 2017 und 2020 bekleidete er die Professur für Schulpraktisches Klavierspiel an der Hochschule für Musik Carl Maria von Weber Dresden.
Sakas erhielt den Ersten Preis für Liedimprovisation beim „Wettbewerb für schulpraktisches Klavierspiel 2008“ in Weimar sowie den Jazzförderpreis 2010 des Steinway-Hauses München.